# كراكاتيت

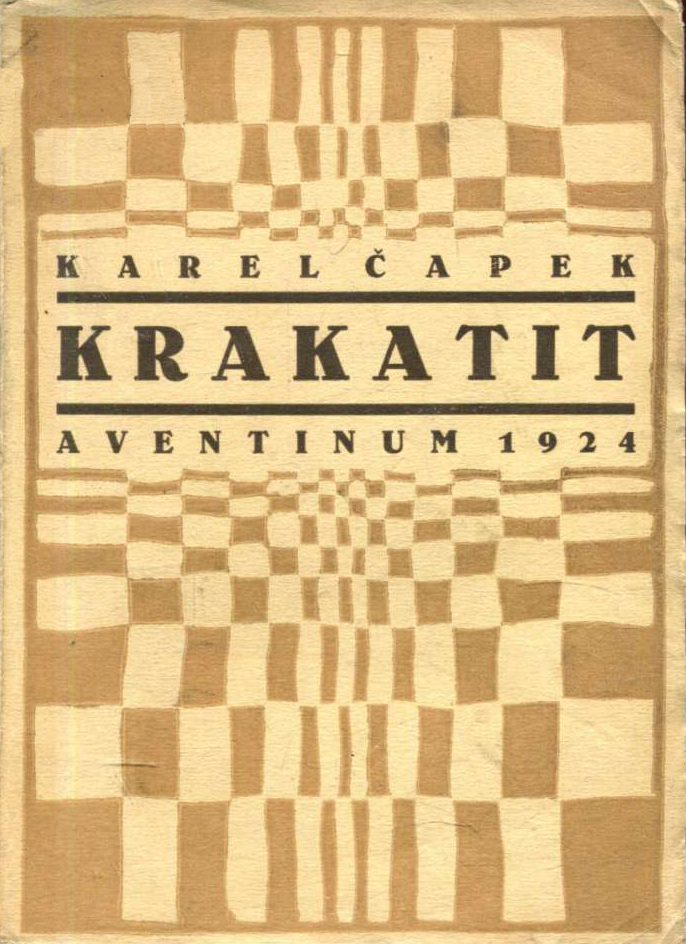
غلاف الطبعة الأولى 1924

كراكاتيت، رواية خيال علمي للكاتب التشيكي كاريل تشابيك صدرت عام 1924.

## القصة
يصنع الكيميائي بروكوب مادة متفجرة ذات قوة تفجير شديدة للغاية يسميها كراكاتيت، نسبةً إلى بركان كراكاتاو الإندونيسي. بعد انفجار بقايا صغيرة من المسحوق على مكتب بروكوب دون سبب واضح، يصاب بروكوب بجروح بالغة ويسير على غير هدى في براغ، حيث يعثر عليه زميله السابق توميش وينقله إلى شقته. في هذيان الحمى يكشف بروكوب لتوميش عن تفاصيل حول المادة المتفجرة الجديدة. يختفي توميش وتظهر امرأة محجبة ومعها طرد إلى توميش تطلب من بروكوب تسليمه إليه. يحمل بروكوب الطرد ويسافر على الرغم من مرضه إلى والد توميش الذي يعمل طبيباً في الريف، وينهار لدى وصوله إلى هناك، ويعنى به الطبيب وابنته آني إلى أن يتعافى. يوشك بروكوب على بدء علاقة غرامية مع آني، ولكنه يرى بالصدفة إعلاناً في إحدى الصحف موجه إليه يذكره بالكراكاتيت الذي تركه وراءه في شقته. يعود بروكوب إلى شقته فيجدها قد اقتحمت ونهبت محتوياتها تمامًا.
هنلك يلتقي بكارسون، مدير مصنع الأسلحة في قلعة بالتين، ويتوجه بروكوب إلى هناك بحثا عن توميش، فيحتجزه كارسون ويحاول بكل الطرق إقناعه أو إجباره على بيع وصفة كراكاتيت. في بالتين يبدأ بروكوب علاقة عاطفية مع الأميرة فيلي، وتفشل العلاقة بسبب الفارق الطبقي بين الاثنين، وحين يصر بروكوب على رفض تسليم الكراكاتيت مقابل حصوله على لقب رفيع يتيح له الزواج منها، تساعده فيلي على الهرب من بالتين. في الخارج يعترض طريقه ديمون الذي ينشط في الدوائر الأناركية، ويقدمه إلى منظمته السرية، محاولا إقناعه بتوظيف الكراكاتيت من أجل إسقاط النظام القائم، ويكشف له عن جهاز يصدر موجات راديو قادرة على تفجير الكراكاتيت عمدًا عن بعد، وهي محطة تبث. كل ثلاثاء وجمعة بين العاشرة والعاشرة والنصف مساءً وتشوش عمل كل محطات البث العاملة. في الوقت نفسه كان توميش يحاول إنتاج الكراكاتيت لصالح مصنع أسلحة منافس ولا تنجح تحذيرات بروكوب في ردعه، ويدمّر ذلك المصنع والمدينة المجاورة بواسطة موجات راديو ديمون. في نهاية الرواية، يلتقي بروكوب برجل عجوز غامض يساعده على نسيان اختراعه المدمر، ويشجعه على إثبات أنه مفيد للبشرية من خلال ابتكارات عملية أصغر.

## خلفية الرواية وتلقيها الأدبي والفني

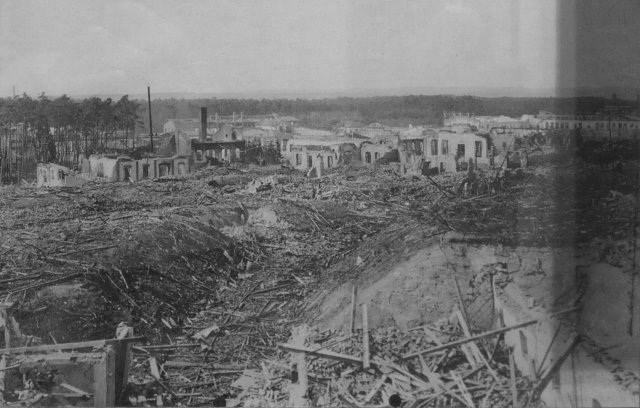
بعد الانفجار في بوليفيك عام 1917

استلهم الكاتب الرواية من كارثة انفجار مصنع للذخيرة في بلدة بوليفيتس [التشيكية] في منطقة بلزن في25 سبتمبر 1917، حيث انفجر مصنع للذخيرة يتبع لمصانع شكودا كان الأكبر في الإمبراطورية النمساوية المجرية بسبب احتياطات السلامة غير الكافية، وقد تسبب الانفجار بدمار كلي ومقتل 200 شخص. وقد تأثر تشابيك الذي كان في ذلك الوقت يقيم في قلعة على بعد 40 كيلومترًا بالحادثة، إذ شاهد من هناك شاهد أعمدة الدخان.
بخلاف روايات تشابيك الأخرى تحتوي كراكاتيت على سمات من سيرة الكاتب الذاتية، إذ يقال أنه عالج أزمة عاطفة شخصية في علاقة الحب بين بروكوب والأميرة.
ِِمثل أعمال الخيال العلمي أخرى كتبها تشابيك، تبين أن الرواية كانت رؤيوية في تناولها الأسئلة الأخلاقية في التعامل مع أسلحة الدمار، حيث تعاملت في فترة مبكرة مع طاقة المادة التي أصبحت بعد عقود موضوع الساعة، حين اخترعت القنبلة الذرية.
عام 1948 صور المخرج التشيكوسلوفاكي أوتاكار فافرا [الإنجليزية] الرواية في فيلم يحمل نفس الاسم.
ترجم الرواية إلى العربية غياث الموصلي وصدرت الترجمة عام 1918عن دار نشر الكتب خانة في القاهرة، ISBN 978977830662.

## روابط خارجية
- نسخة رقمية باللغة الأصلية من كراكاتيت من الجيل السابع إنتاج. Praha 1936 في مشروع Kramerius في مكتبة جمهورية التشيك الوطنية
- مقطع مين فيلم كراكاتيت لأوتاكار فافرا، على موقع يوتيوب